# Elektronenformel
Die Elektronenformel (auch Lewis-Formel oder Lewis-Struktur, nach Gilbert Newton Lewis) ist eine chemische Strukturformel. Sie dient zur Darstellung von Atomen in Molekülen, die die Struktur der Moleküle aufzeigt. Die Elektronenformel ist eine Symbolschreibweise, mit der der Aufbau eines Moleküls unter Angabe der einzelnen Atome und Valenzelektronen beschrieben wird.
|                    | Strukturformeln      | Strukturformeln    | Strukturformeln | Strukturformeln       | andere Darstellungsweisen    | andere Darstellungsweisen | andere Darstellungsweisen |
| Elektronen- formel | Valenzstrich- formel | Keilstrich- formel | Skelett- formel | Konstitutions- formel | Summen- formel               | Verhältnis- formel        |                           |
| ------------------ | -------------------- | ------------------ | --------------- | --------------------- | ---------------------------- | ------------------------- | ------------------------- |
| Methan             |                      |                    |                 | existiert nicht       | CH4                          | CH4                       | CH4                       |
| Propan             |                      |                    |                 |                       | CH3–CH2–CH3 oder CH3 CH2 CH3 | C3H8                      | C3H8                      |
| Essigsäure         |                      |                    |                 |                       | CH3–COOH oder CH3 COOH       | C2H4O2                    | CH2O                      |
| Wasser             |                      |                    |                 | existiert nicht       | H–O–H oder H O H             | H2O                       | H2O                       |

## Aufbau
In der Elektronenformel steht das Elementsymbol für den Atomrumpf, also für den Atomkern mit den inneren Elektronenschalen. Die ein bis acht gebundenen und ungebundenen Valenzelektronen in der äußersten Elektronenschale des Atoms werden durch Punkte dargestellt. Die Elektronen werden möglichst auf vier Positionen um das Elementsymbol herum verteilt.
Die knappe Darstellung in der Elektronenformel erfüllt ihren Zweck ausreichend, da für chemische Reaktionen bzw. für chemische Bindungen nur die Valenzelektronen der Atome relevant sind.
Mittels Elektronenformel lassen sich Atome zu Molekülen kombinieren. Bei bekannter atomarer Zusammensetzung kleiner Moleküle lässt sich der molekulare Aufbau einer Verbindung vorhersagen.

## Abgrenzung zur Valenzstrichformel
Im Gegensatz zur Valenzstrichformel werden die Valenzelektronen der Nichtmetallatome einzeln bildlich dargestellt und nicht als Paar zu sogenannten Valenzstrichen zusammengenommen. 
Die Abgrenzung zwischen Valenzstrichformel und Elektronenformel ist nicht einheitlich. Stellenweise wird der Begriff „Elektronenformel“ sogar synonym für „Valenzstrichformel“ verwendet. Diese wird auch „Elektronenformel nach Lewis“ genannt.
Als Mischform existiert auch die Schreibweise, dass ein Strich jeweils zwei Außenelektronen (freies Elektronenpaar, nichtbindendes Elektronenpaar) ersetzt, die dasselbe Orbital besetzen. Punkte hingegen symbolisieren einzelne Elektronen eines Elektronenpaares, was in der Valenzstrichschreibweise nicht möglich ist.